# Los Vilos
Los Vilos es una ciudad y comuna del Norte Chico de Chile, la más austral de la región de Coquimbo, ubicada en la provincia de Choapa. Se encuentra a 246 kilómetros de La Serena y a 224 kilómetros de Santiago.
La ciudad fue fundada en 1830 y declarada puerto menor en 1855. La ciudad cuenta con un puerto denominado Puerto Punta Chungo que embarca el material de la mina Los Pelambres. La pesca es una de sus principales actividades, así como el turismo, principalmente por sus dos playas: La Principal y Las Conchas.

## Etimología
El origen del nombre de esta comuna es, según la etimología mayoritariamente aceptada, mapuche, y vendría de vilu, "culebra". Pero hay quienes piensan que podría ser una corrupción de "los vientos", debido al clima de la zona" o de Lord Willow, pirata inglés que habría naufragado en Los Vilos. El personaje parece ser solo una leyenda (así lo sostiene, por ejemplo, el historiador vileño, Joel Avilez) ya que no hay registros de su existencia en las crónicas de la época; según Patricio Nazer, este corsario inglés habría pasado algunas semanas en un caverna después del naufragio sufrido en 1565 (1556 según el Diccionario histórico y biográfico de Chile de Donatio Terechio, lo que puede ser una errata) frente a la playa de Ñagué; después, con los restos de la embarcación habrían construido viviendas para Willow y su tripulación; la convivencia con los lugareños habría finalizado en 1572, cuando los ingleses habrían sido recogidos por navegantes de su misma nacionalidad.
En el primer mapa, que data de 1859, aparece como "bahía Conchalí". Aparentemente, solo la playa se llamó Vilos. Por eso, en los mapas antiguos se le denomina Puerto Vilos y solo a finales de los años 1860 comienza a llamarse Los Vilos.

## Historia
Esta zona estuvo poblada desde hace más de 10 000 años. En Los Vilos, en la Quebrada de Quereo, fueron hallados restos óseos pertenecientes a varias especies de mastodontes con una data de más de 12.000 años, así como asentamientos humanos que superan los 6.000 años de antigüedad. Uno de los hallazgos más recientes del equipo integrado por el profesor César Méndez en 2010, es un esqueleto humano de 11.230 años de antigüedad. Este fue encontrado en las cercanías de las vías del tren longitudinal, en un sector llamado “Los Rieles”. El arqueólogo de la Universidad de Chile Donald Jackson ha procurado, a través de conferencias a escolares y público adulto, generar conciencia acerca de la necesidad de proteger el patrimonio arqueológico y antropológico existente en la comuna.

### Holoceno
El Periodo Arcaico de América comenzó hace aproximadamente 10.000 años (8000 a. C.) con los inicios del Holoceno, es decir, cuando terminaron las glaciaciones y duró hasta el surgimiento de la civilización olmeca que se calcula hacia el 1500 a. C. El gran protagonista de este periodo lo constituye la agricultura, que en América surge en tiempos similares al resto del planeta, es decir, antes del 6000 a. C. Alimentos fósiles de maíz, calabaza, patatas, animales domésticos y otros han sido encontrados en Mesoamérica y Suramérica con dataciones de hasta hace 10.000 años. Con el descubrimiento de la agricultura, los pobladores americanos comienzan el proceso de asentamiento definitivo y pasan del nomadismo milenario al sedentarismo.
Hacia 1995, el registro arqueológico de los cazadores recolectores del Holoceno tardío en Los Vilos se caracterizaba como ocupaciones que:

...adquieren un carácter intensivo, que se manifiesta en depósitos densos compuestos por una gran variedad de moluscos. Incluyen tanto bivalvos como gastrópodos, estos últimos frecuentemente fracturados, asociados a erizos y a varias especies de crustáceos. Reflejan una explotación intensiva de la biodiversidad malacológica del sistema intermareal ..
D.Jackson y colaboradores

En las terrazas litorales que rodeaban a Los Vilos, el ambiente se encuentra significativamente influenciado por el medio marino. Durante el Holoceno, su nivel cambió, pudiéndose establecer posterior a los 4000 a. C. el inicio de una serie de fluctuaciones menores hacia su posición actual. Estos cambios pueden estar relacionados con eventos climáticos denominados como Neoglaciales, o tiempos caracterizados por una menor temperatura y mayor pluviosidad.
Sitios de ocupación del Holoceno tardío son: el Cabo Tablas-Ñagué, Punta Penitente, Paso Inferior Conchalí, Punta Chungo, Los Cerrillos y la Quebrada de Quereo.
El nivel cultural Quereo III es un nivel de ocupación distinto en relación con las ocupaciones finipleistocénicas. En este nivel cultural holocénico tardío se identificó una industria principalmente constituida por el aprovechamiento de guijarros. En cuanto a la subsistencia, destaca el consumo de otáridos y ausencia de bivalvos.

 Llama la atención (...) la práctica ausencia de bivalvos, pelecípedos, peces y fauna terrestre. Es decir, no hay restos de explotación de playas arenosas, mientras que (...) habla a favor de prácticas de recolección de mariscos de rocas, en el ámbito de la desembocadura
L. Nuñez

#### Periodo agroalfarero

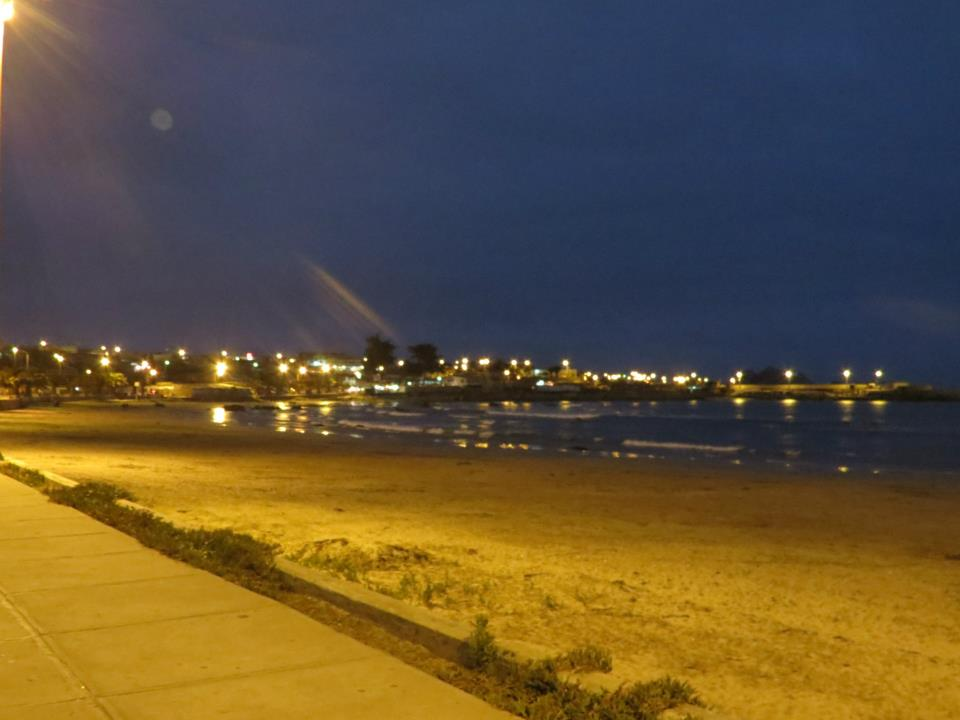
Vista nocturna de la playa de Los Vilos.

La primera oleada de agroalfareros llegados desde el Noroeste Argentino fue la Cultura Molle, la cual se mezcló con los cazadores-recolectores locales para posteriormente dar origen a este pueblo.
Los primeros rastros de esta cultura se remontan a unos 10.000 a 8.000 a. C., en el área de Los Vilos, donde grupos de cazadores se movilizaban de una zona a otra en búsqueda de animales para su alimentación. Hacia el año 2500 a. C., estos cazadores entran en contacto con otros grupos que ya tienen nociones de agricultura, y con el tiempo comienza a establecerse una cultura agroalfarera en el valle del Elqui, la cual lleva por nombre El Molle por el pueblo del mismo nombre que queda al este de la ciudad de La Serena. En las cercanías de Los Vilos, en Tilama se pueden ver petroglifos de esta cultura.
Se han encontrado evidencias de la ocupación del valle de los esteros Chigualoco y Casuto ya durante el periodo arcaico de América, principalmente concentradas en el sector de desembocadura del estero Chigualoco. Se han descubierto vestigios del complejo Huentelauquén y evidencia alfarera de contextos tardíos e históricos tempranos. En Agua Amarilla se encontró un sitio arqueológico de esta época, definido por un conchal con restos malacológicos básicamente de un sistema litoral rocoso y cuatro enterratorios.

#### Periodo agroalfarero tardío
En este período Tardío o Diaguita-Incaico se encuentran sitios definidos por un denso conchai de restos malacológicos (básicamente macha -Mesodesma donacium-) e ictiológicos (básicamente jurel -Trachurus symmetricus-). El material cultural se compone de abundantes fragmentos cerámicos, con presencia de restos de aríbalos; una industria lítica expeditiva de tipo local, instrumentos de metal como un anzuelo y trozos laminares de cobre y, finalmente, restos de maíz (Zea mays). Se obtuvo, por termoluminiscencia, una fecha de 1420±60 d. C.
Otras culturas importantes en la zona fueron la Cultura Llolleo y la Cultura Bato. Posteriormente, apareció la Cultura Aconcagua.

### Conquista inca
Tras la conquista Inca en 1426, estas tierras quedaron bajo el amparo de Collasuyo. Excavaciones arqueológicas realizadas en el sitio LV099-B Fundo Agua Amarilla, localizado en la comuna de Los Vilos, especialmente en el sector de Agua Amarilla, dieron cuenta de una zona de ocupación incaica. Se asocia a una aguada, terrazas de cultivo y un bosque relicto, que podemos entender como elementos propios del interior, pero se dispone a una distancia de 3 km en línea recta de la zona costera de Punta Chungo y Agua Amarilla, dominando visualmente tal espacio.
Donald Jackson y colaboradores (1994) reconocieron en la costa de Los Vilos, específicamente en la zona de Punta Chungo-Agua Amarilla, un conjunto de otras ocupaciones del período Tardío orientadas a la explotación intensiva del litoral costero aledaño.

### Conquista española

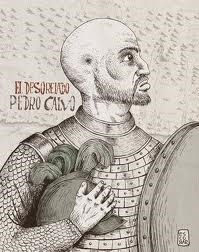
Gonzalo Calvo de Barrientos, el desorejado que vivía en Los Vilos antes de la llegada de Almagro.

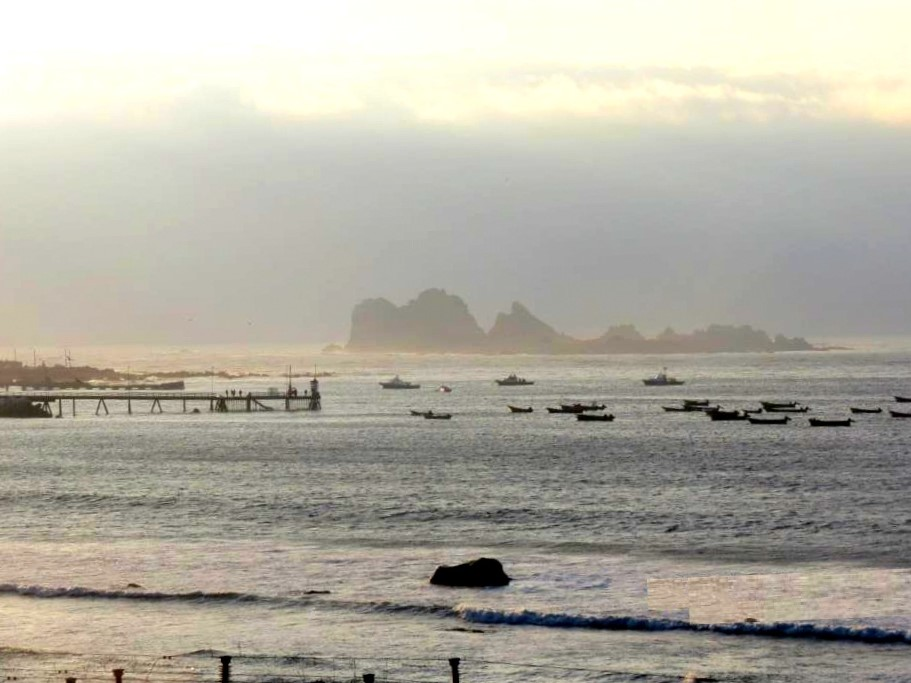
Islote Huevos frente a Los Vilos

La historia española comienza a escribirse a partir de 1536 con la llegada de la nave San Pedro, que, conducida por Ruy Díaz, traía abastecimiento a la expedición del adelantado Diego de Almagro. Al recalar en la zona, se encontró con un español fugado de las huestes de Pizarro, Anton Cerrada, quien vino con Gonzalo Calvo de Barrientos hacia 1533. Los Vilos nació como una caleta de pescadores hacia el siglo XVIII y más tarde se convirtió en un poblado permanente de gente de mar.
Como reconocimiento a sus servicios, el gobernador Alonso de García Ramón (que pasaría a la historia por haber llevado a cabo la pacificación de La Araucanía, en 1605) le concede a Francisco Hernández Ortiz —conquistador español nacido en Villacastín en 1551 y arribado a Chile en 1575—  una merced de tierras, el 6 de noviembre de 1600 (ubicada desde el río Conchalí hasta el río Chuapa y desde la travesía desde la mar hasta Mincha). Es decir, se le regalaba la estancia de Conchalí y Chigualoco, actuales haciendas de Conchalí, Agua Amarilla, Millahue y Huentelauquén Sur.
En sus Crónicas históricas de Illapel (1988), el abogado Arturo Serey Cortés narra que, después del fallecimiento del capitán Hernández, la estancia fue heredada por su hijo, el maestre de campo general Cristóbal Hernández Pizarro, nacido en La Serena. A su vez, cuando Hernández Pizarro muere, la estancia fue dividida entre sus hijos, pero a la muerte de estos fue reunificada pasando a ser propiedad de una de las viudas, María Magdalena Arquero, casada con Gerónimo Pizarro Cajal. Esta dama inició en 1710 un juicio en contra de Bartolomé Rojo —dueño de la estancia Mincha— por la propiedad de unas tierras que se disputaban en los deslindes de un sector del terreno localizado en la ribera sur de Choapa, pleito que se prolongaría por centurias, hasta que Bienes Nacionales regularizó la situación a fines del siglo XX. La estancia se volvió a dividir después del fallecimiento de Arquero —esta vez entre los hermanos Pizarro Arquero, quienes no dejaron sucesión por ser religiosos— y a reunificarse más tarde en manos del maestre de campo Pedro Pizarro Arquero, que había nacido en Sotaquí. Pedro Pizarro contrajo matrimonio con María Niño de Zepeda y Aguirre y al fallecer en 1761, Magdalena Pizarro Niño de Zepeda heredó las estancias Quebrada del Negro, Chigualoco y Conchalí. Esta última propiedad la compró Tomás Antonio Echavarría Azcárate y testó en Illapel en 1795. La última persona en heredar una porción significativa de los terrenos que hoy conforman la comuna vileña fue la austriaca judía Editha Wessely, a quien popularmente se la conoció durante gran parte del siglo XX como “la dueña de Los Vilos”.

### Guerra hispano-sudamericana
Para la Guerra con España, Los Vilos era un puerto menor (fue declarado como tal bajo el gobierno de Manuel Montt y en 1865, el año en que estalló el conflicto, fue habilitado para los efectos bélicos por el entonces presidente José Joaquín Pérez. En esa misma década los grandes capitales que trabajaban en el puerto compraron en Inglaterra un vapor de carga que recorrerá las costas transportando mercancías por espacio de cuarenta años. Su nombre era Paquete de Los Vilos.

### Guerra del Pacífico

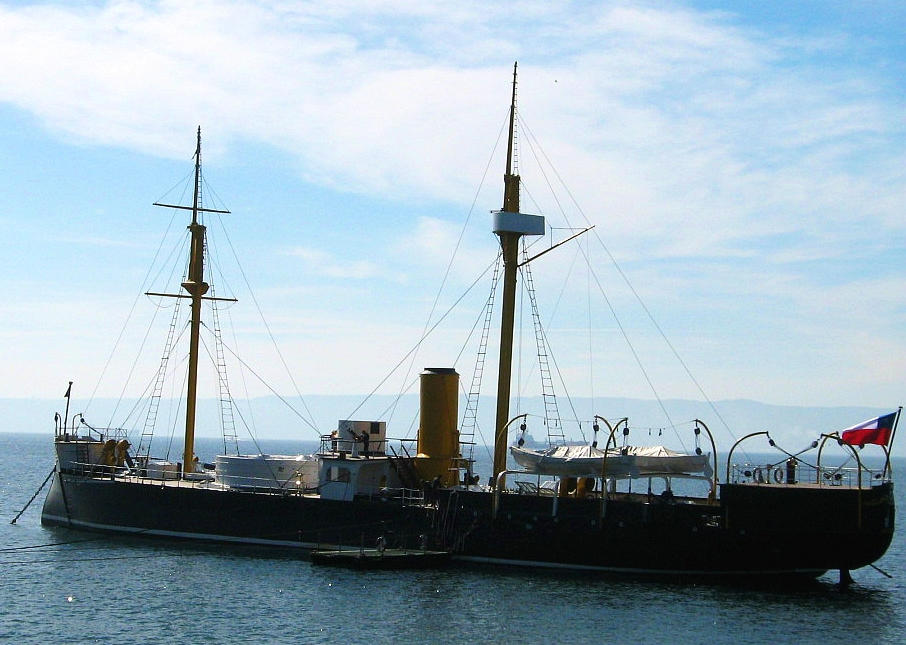
El monitor peruano Huáscar llegó hasta Los Vilos en busca de la flota chilena, que se encontraba en El Callao.

Hasta Los Vilos llegó el monitor peruano Huáscar en 1879 al mando del comandante Miguel Grau. El historiador vileño Joel Avilez Leiva, en su obra Participación del Choapa en la Guerra del Pacífico 1879 - 1884, destaca que fue un mensaje telegráfico desde Los Vilos el que alertó a las autoridades chilenas sobre la posición del Huáscar y que provocó una cadena de hechos que lo llevaron a la emboscada en el combate naval de Angamos (8 de octubre de 1879), donde fue capturado.
Los vileños que participaron en el conflicto se enrolaron en unidades como la Artillería de Marina y los batallones cívicos Aconcagua y Quillota. En enero de 1881, en la preparación de la campaña de Lima se embarcaron en el puerto muchos ciudadanos provenientes de Illapel, como lo registra el citado libro. Durante la guerra, Los Vilos fue un centro de aprovisionamiento de la Armada: carbón, víveres y agua eran trasladados al norte en buques de guerra y mercantes grandes.

### Guerra Civil de 1891

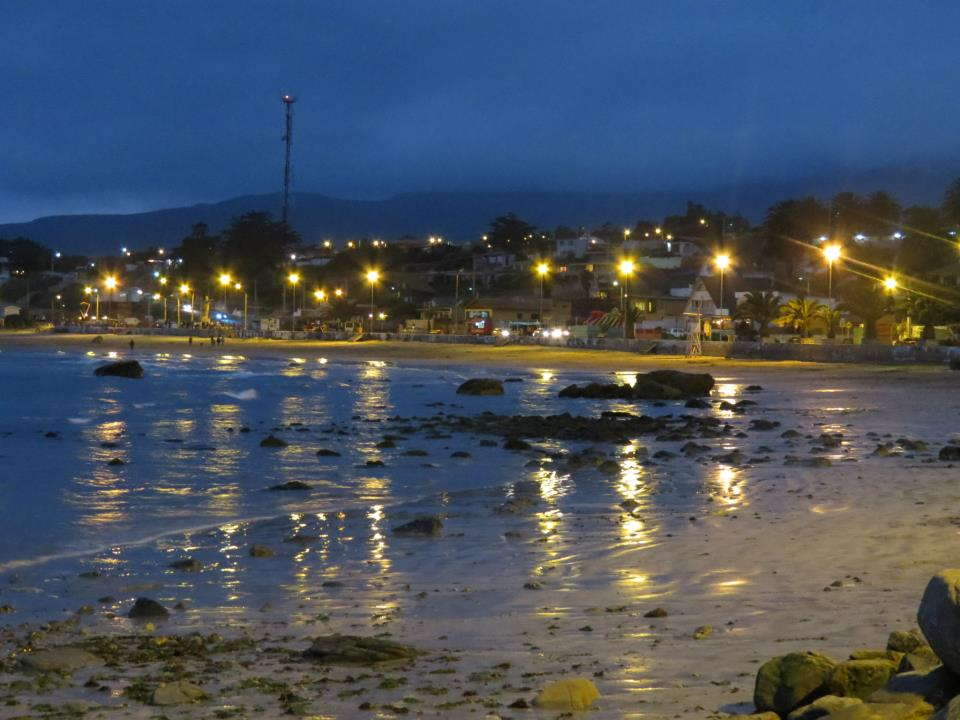
Vista nocturna de Los Vilos.

Para la guerra civil de 1891 (siguiendo al mismo autor), los vapores Cachapoal y Aconcagua, de la escuadra rebelde parlamentaria, al mando del capitán de corbeta Vicente Merino Jarpa y Luis Goñi, hicieron un reclutamiento masivo de trabajadores del puerto, los que ayudaron al emplazamiento del armamento asignado, convirtiendo su buque en un crucero auxiliar. Debido a esto en la zona se produjo una persecución de inquilinos por parte de la policía y del regimiento Húsares al mando de Tristán Stephan, enviado desde Santiago para neutralizar a los rebeldes.
Triunfante la revolución, el gobierno de Jorge Montt Álvarez premió el apoyo a su causa en la zona del Choapa otorgando el decreto de creación del municipio de Los Vilos el mismo año.

Vilos (Puerto de).-—Situado en la costa del departamento de Petorca bajo los 31° 54' Lat. y 71° 33' Lon. Se halla dentro de la bahía de Conchalí en su fondo sudoeste y lo abrigan al S. medianas alturas áridas, que avanzan al O. dejando á un kilómetro un islote bajo llamado isla de los Huevos, por cuyo lado norte se entra en su surgidero. Es puerto concurrido por buques de vela y vapores, que exportan productos mineros y agrícolas de las comarcas inmediatas de su departamento y del de Illapel y sirven su comercio. Fué declarado como puerto menor en 3 de enero de 1855, y entonces comenzó á asentarse al lado sur de su fondeadero su actual caserío, que se regularizó en calles por decreto de 16 de diciembre de 1857. Es asiento de municipalidad (véase departamento de Petorca) y contiene 431 habitantes, oficinas de tenencia de aduana, de registro civil, de correo y telégrafo, escuela gratuita, una iglesia, &c. Su nombre viene de la alteración de vilu, que significa culebra ó parajes de culebras. Dista 60 kilómetros hacia el SO. de la ciudad de Illapel, con la que se comunica por un buen camino, y algunos más al NO. de su capital la ciudad de Petorca.
Francisco Astaburoaga , Diccionario Geográfico de la República de Chile : 881  

### SigloXX

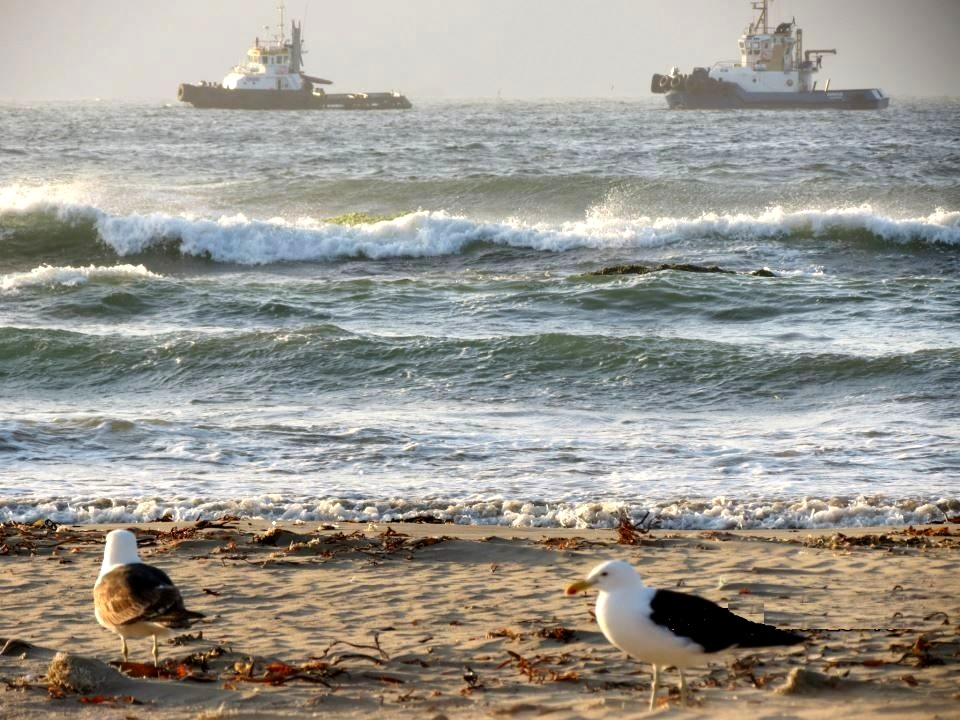
Playa de Los Vilos. Dos gaviotas dominicanas en la arena.

En la década que sigue, el desarrollo del bandidaje rural obligó a adoptar una política más enérgica de las autoridades locales en materia de orden y protección, para lo cual crearon cuerpos de policía municipal, asumiendo a su vez una preocupación mayor por la salud y la educación de los habitantes.
El impulso dado por los gobiernos parlamentarios se vio reflejado en las obras de infraestructuras tales como la vía férrea del Choapa, inaugurada en 1896, con la visita a Los Vilos del presidente Federico Errázuriz Echaurren.
Entre 1915 y 1918 se construyó un muelle de riel adosado a la superficie marina y en la parte superficial, apernado a tablones. La mercadería era transportada en trenes desde el valle hasta las bodegas del puerto; luego en carretas las llevaban al muelle, donde dos grúas a vapor trasladaban los bultos y paquetes a los lanchones que se encargaban de entregarlos a los barcos, los cuales se hallaban anclados a unos 350 metros del muelle. Este engorroso sistema se aplicaba necesariamente porque la bahía es muy baja y rocosa, impidiendo la entrada de naves de mediano y gran calado hasta el mismo muelle. También existía un embarcadero más pequeño para pasajeros.
En 1920 arriban desde Bilbao, España, Paulino Florencio Lecumberry, Pedro Fernández y Pedro Miguel Urrechaga; este último extranjero adquiere tres vapores: Euskadi, Bilbao y San Pedro, con los cuales transportaba productos desde y hacia Valparaíso. Dos de estas embarcaciones se hundieron, una de ellas timoneada por el propio Urrechaga, quien naufragó frente a Punta de Quinteros con una carga “de 400 arrobas de congrio negro [Genypterus maculatus] y colorado”. Luego de esta experiencia, el tercer vapor fue vendido y el hispano se queda para siempre en tierra firme tras crear una amasandería (la actual panadería El Carmen, administrada por sus descendientes, uno de los cuales hace un par de décadas fue alcalde de la comuna).

#### Terremoto y tsunami de 1922

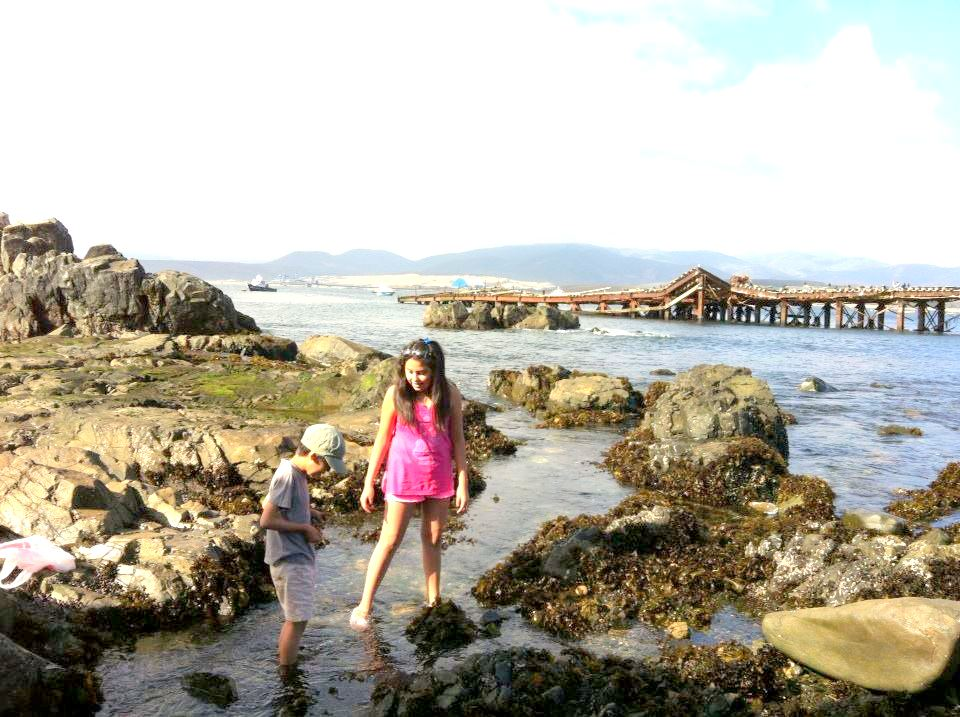
Turistas en Los Vilos

El terremoto de Vallenar de 1922 fue un sismo registrado el 10 de noviembre de 1922 a las 22:30 hora local (2:30 del día 11 UTC). Su epicentro se localizó en la comuna de Vallenar, región de Atacama, y tuvo una magnitud de 8,5.º en la escala sismológica de magnitud de momento. Se sintió entre la región de Antofagasta y la Región Metropolitana de Santiago. El terremoto dejó un saldo de 800 muertos. En Vallenar se produjeron grietas de hasta un metro de profundidad. Hubo aproximadamente 500 víctimas en Copiapó.
El río Los Choros, torrentoso en aquellos tiempos, se hundió a las napas, y hasta el día de hoy no ha vuelto a emerger.
El epicentro del terremoto fue tierra adentro y el tsunami podría haber sido causado por un deslizamiento submarino provocado por el temblor. En Caldera, el tsunami se inició unos 15 minutos después del terremoto, con un máximo de ejecución hasta la altura de 7 m. En Chañaral el tsunami tuvo tres oleadas, la primera alrededor de una hora después del terremoto, el máximo previo fue de 9 m de altura. Tres aumentos se observaron también en Coquimbo, siendo la última la más destructiva, con un máximo de ejecución de 7 m. El tsunami también se observó en Callao, Perú (2,4 m), California (0,2 m 13,0 horas de retraso), Hawái (2,1 m 14,5 horas), Samoa (0,9 m 14,1 horas), Japón (0,3 m ), Taiwán (0,03 m), Nueva Zelanda (0,1 m), Australia (0,2 m) y el Filipinas (0,1 m). Caldera quedó varios días a oscuras. Sus casas, hechas de calamina y madera, resistieron bien. El tsunami, sin embargo, destruyó el edificio de madera de la Aduana, que salió flotando y luego se rompió en dos. Coquimbo no lo pasó mejor, ya que el mar entró seis veces al pueblo, llevándose veinticuatro víctimas consigo, la mayoría de la población La Victoria. Se destruyeron el muelle, el malecón, las bodegas y edificios de The Coquimbo Co, parte de la Aduana y algunos vagones y oficina de ferrocarriles.
El tsunami barrió con el poblado de Los Vilos, provocando además numerosas víctimas, ya que muchos de ellos dormían. Carrizal Alto y Tongoy sufrieron también el embate del mar.

#### Recuperación
Para 1930, Los Vilos ya tiene la mayor parte de su fisonomía actual, con su planta urbana establecida, trazado de calles y servicios básicos asegurados.

#### Retorno de los emigrados salitreros
Es, además, el comienzo del retorno de los emigrados salitreros de la zona, tras la gran crisis de 1929, que se integran a las faenas del puerto, organizándose en el Sindicato de Lancheros en 1932.
El geógrafo chileno Luis Risopatrón lo describe como una ‘aldea’ en su libro Diccionario Jeográfico de Chile en el año 1924: : 934 

Vilos (Caserío Los) 31° 55' 71° 32' Cuenta con servicio de correos, telégrafos, aduanas, rejistro civil, escuelas públicas i estación de ferrocarril i se encuentra estendido de E a W, con un ensanche proyectado hacia el S hasta formar una treintena de manzanas, en la costa S del puerto del mismo nombre; comenzó a formarse por el año ele 1855 i se regularizaron sus calles por decreto de 16 de diciembre de 1857.

#### El muelle se desploma

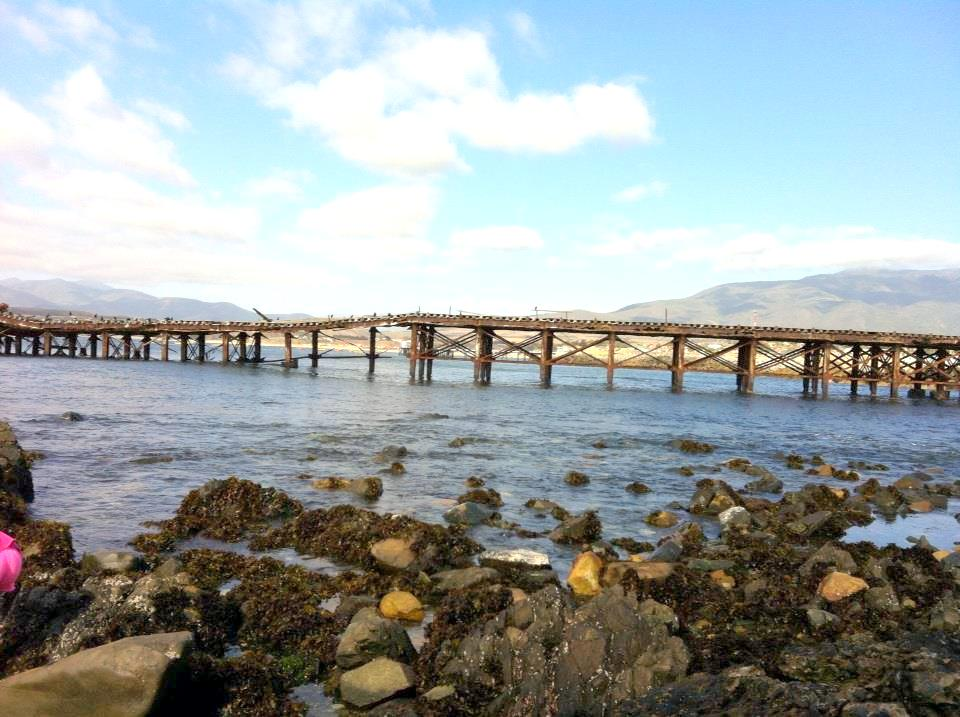
Muelle de Los Vilos.

Durante los años 1947 y 1950, el muelle entra en un período crítico debido a la acción oxidante y por el deterioro de los rieles, provocando un serio trastorno económico al pueblo. Como anécdota, se cuenta que cuando finalmente ocurre la caída del muelle, se encontraban trabajando algunas personas que también fueron a dar al mar, y como estaban recién pagados, los billetes, desde sus bolsillos, se diseminaron en la superficie salada del agua, proporcionando un espectáculo inaudito. A la postre ningún trabajador resultó herido, y una de las locomotoras que se hallaba con cuatro vagones sobre el muelle quedó rozando las olas (leyenda, el muelle cerró su acceso mucho antes de caer).

#### Política
En materia política, el Partido Liberal concentró la mayoría de los votos en la zona hasta 1965. Los partidos populistas como el Agrario Laborista, que apoyaba al gobierno de Carlos Ibáñez del Campo, alcanzó una gran votación en la década del 50, mientras que los de izquierda solo fueron populares a partir de 1967. La Democracia Cristiana local no ha logrado ganarse a las masas y, desde el retorno de la democracia en 1990, el Partido Socialista concentra el mayor número de votaciones.

## Geografía

### Geomorfología
La comuna de Los Vilos se encuentra emplazada en las unidades geomorfológicas de Planicie marina o fluviomarina y Cordones transversales;
Al ser una pequeña incrustación de tierra que se adentra en el mar, una parte de sus playas que ahondan en el terreno son consideradas bahías, mientras que el territorio en sí no alcanza a ser considerado como península.
Pocos kilómetros al norte de Los Vilos el estero Pupío forma la laguna Conchalí que ha sido declarada santuario de la naturaleza y sitio RAMSAR en Chile.
La ciudad se ubica dentro de las cuencas costeras entre río Choapa y río Quilimarí.

### Clima
Presenta según la clasificación climática de Köppen clima mediterráneo de lluvia invernal (Csb), clima mediterráneo de lluvia invernal de altura (Csb (h)), clima semiárido (BSk), clima semiárido de lluvia invernal (BSk (s)) y clima semiárido de lluvia invernal e influencia costera (BSk (s) (i)).
Los Vilos posee un clima típico de las costas chilenas. En el verano las temperaturas aumentan considerablemente y en el invierno bajan pero siempre reguladas por el efecto del mar.
Los Vilos presenta un clima estepárico costero, llamado así por la vegetación de estepa que lo caracteriza: arbustos de tamaño mediano, algunos espinosos, gran diversidad de especies cactáceas. La temperatura media anual es del orden de los 15 °C, hay una baja amplitud térmica por la influencia marítima, que se hace sentir incluso en el interior, donde penetra a través de los valles. Este clima se caracteriza por una gran nubosidad que genera precipitaciones en las laderas occidentales de la Cordillera de la Costa.
Los Vilos se caracteriza también por la presencia de fuertes vientos, que generan temporales y que han dado pie a interpretar el nombre de la comuna como una corrupción de "los vientos".

### Hidrología
Esta además se halla entre las cuencas hidrográficas de Costeras entre el río Choapa y río Quilimarí, Costeras del río Quilimarí y río Petorca, río Choapa, río Petorca y río Quilimarí. Además, la comuna posee diversos cuerpos de agua, entre los que se destacan el río Quilimari.

## Medio ambiente

Trazado simplificado de los ecosistemas y cuerpos de agua presentes en la comuna de Los Vilos.

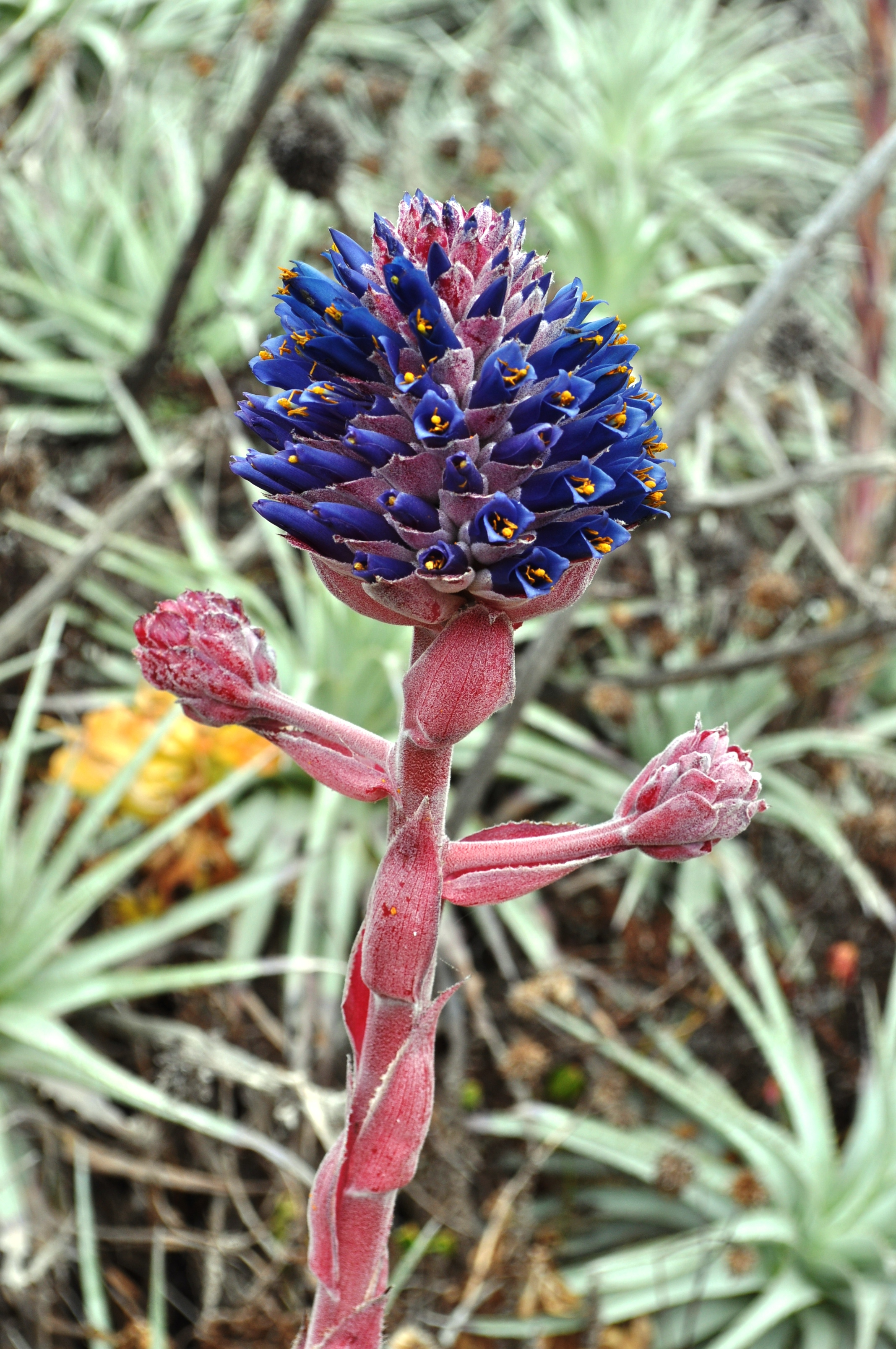
Un chagual Chico (Puya venusta), flora típica de la región.

### Componentes bióticos
Dentro del territorio de la comuna se pueden hallar los siguientes ecosistemas:
- Bosque esclerófilo mediterráneo costero donde predominan Cryptocarya alba y Peumus boldus (Vulnerable)
- Bosque esclerófilo mediterráneo costero donde predominan Lithrea caustica y Cryptocarya alba (Casi amenazado)
- Matorral arborescente esclerófilo mediterráneo costero donde predominan Peumus boldus y Schinus latifolius (Preocupación menor)
- Matorral arborescente esclerófilo mediterráneo interior donde predominan Quillaja saponaria y Porlieria chilensis (Preocupación menor)
- Matorral desértico mediterráneo interior donde predominan Flourensia thurifera y Colliguaja odorifera (Preocupación menor)
- Matorral espinoso mediterráneo interior donde predominan Puya coerulea y Colliguaja odorifera (Casi amenazado)

### Flora
En litoral de Los Vilos se registran las siguientes variedades arbustivas: chamucilla (Bahia ambrosioides), baturro (Baccharis concava) y puya (Puya venusta); y herbáceas: picún (Anisomeria litoralis), tupa (Lobelia polyphylla) y coralito (Fuchsia lycioides), mientras que en las planicies litorales dominan el palo negro (Haplopappus foliosus), las cactáceas (Eulychnia costanea) y las variedades espinosas.

### Medidas de protección ambiental y conflictos socioambientales
Hasta 2022, la comuna de Los Vilos cuenta con las siguientes zonas que poseen algún nivel de protección ambiental:
- Cerro Santa Inés - Cerro Imán (Sitios ERB)[38]
- Cerro Santa Inés y Costa de Pichidangui (Sitios Ley 19.300)[39]
- Desembocadura Río Quilimarí (Sitios ERB)[40]
- laguna Conchalí (Sitio Ramsar)[41]
- Los Molles - Pichidangui (Sitios Ley 19.300)[42]
- Palmas de Tilama (Sitios ERB)[43]
- Quebrada de Culimo (Sitios Ley 19.300)[44]
- Santuario de la Naturaleza Área de Palma Chilena de Monte Aranda (Santuario de la Naturaleza)[45]
- Santuario de la Naturaleza Cerro Santa Inés (Santuario de la Naturaleza)[46]
- Santuario de la Naturaleza Laguna Conchalí (Santuario de la Naturaleza)[47]
- Santuario de la Naturaleza Quebrada Llau Llau (Santuario de la Naturaleza)[48]
- Santuario de la Naturaleza y sitio Ramsar Laguna Conchalí (Iniciativa de Conservación Privada)[49]

## Demografía

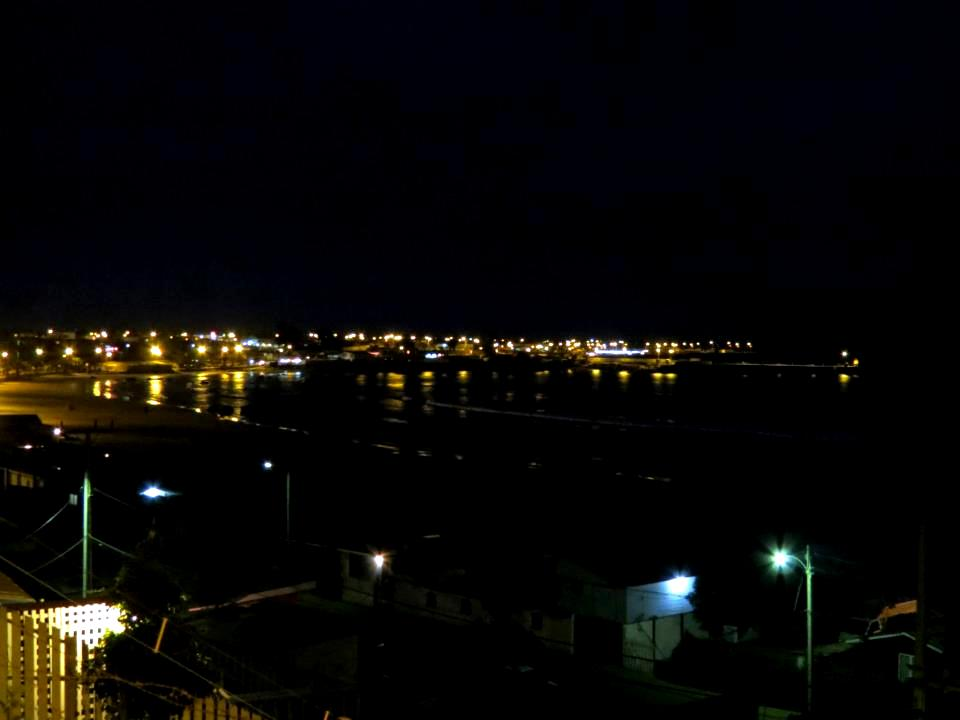
Vista nocturna de Los Vilos.

### Centros urbanos y localidades rurales
La comuna de Los Vilos posee tres centros urbanos; la ciudad de Los Vilos y los pueblos de Quilimarí y Pichidangui. Además, dentro de su población rural se encuentran aldeas como Caimanes y Guangualí, y caseríos como Los Cóndores, Pangalillo, Tilama y Lo Muñoz.
| Localidad            | Habitantes (2017) |
| -------------------- | ----------------- |
| Los Vilos            | 13 816            |
| Quilimarí - El Tejar | 1612              |
| Pichidangui          | 1380              |
| Caimanes             | 799               |
| Guangualí            | 356               |
| Infiernillo          | 281               |
| Los Maquis           | 264               |
| Pangalillo           | 192               |
| Tilama               | 144               |
| Los Cóndores         | 56                |

## Administración
Los Vilos es administrada por la Municipalidad de Los Vilos, dónde el alcalde es Christian Frank Gross, y por un Concejo municipal compuesto por seis integrantes:
Chile Digno
- Carlos Figueroa Valdés (PC)

Chile Vamos
- Fabián Carvajal Veneciano (RN)

Frente Amplio
- Margarita González Ávalos (Ind./CS)

Independiente
- Rodolfo Bucherenick Zúñiga (Independiente)

Unidad Constituyente
- Matthias Eyzaguirre Méndez (Ind./PS)
- Karen Cisternas Legua (Ind./PS)

### Representación parlamentaria
Los Vilos pertenece al distrito electoral n.º 5 y a la 4.ª circunscripción senatorial (Coquimbo). Es representada en la Cámara de Diputados y Diputadas del Congreso Nacional por las diputadas Nathalie Castillo (PCCh) y Carolina Tello (FA), así como también por los diputados Daniel Manouchehri (PS), Marco Antonio Sulantay (UDI), Ricardo Cifuentes (PDC), Juan Manuel Fuenzalida (UDI) y Víctor Pino (D). A su vez, es representada en el Senado por los senadores Daniel Núñez Arancibia (PCCh), Sergio Gahona Salazar (UDI) y Matías Walker Prieto (D).

## Economía
En 2018, la cantidad de empresas registradas en Los Vilos fue de 309. El Índice de Complejidad Económica (ECI) en el mismo año fue de 0,2, mientras que las actividades económicas con mayor índice de Ventaja Comparativa Revelada (RCA) fueron Empresas de Servicios de Topografía y Agrimensura (818,54), Venta al por Menor en Empresas de Venta a Distancia por Correo (47,61) y Alquiler de Equipo de Construcción o Demolición Dotado de Operarios (40,66).

### Turismo

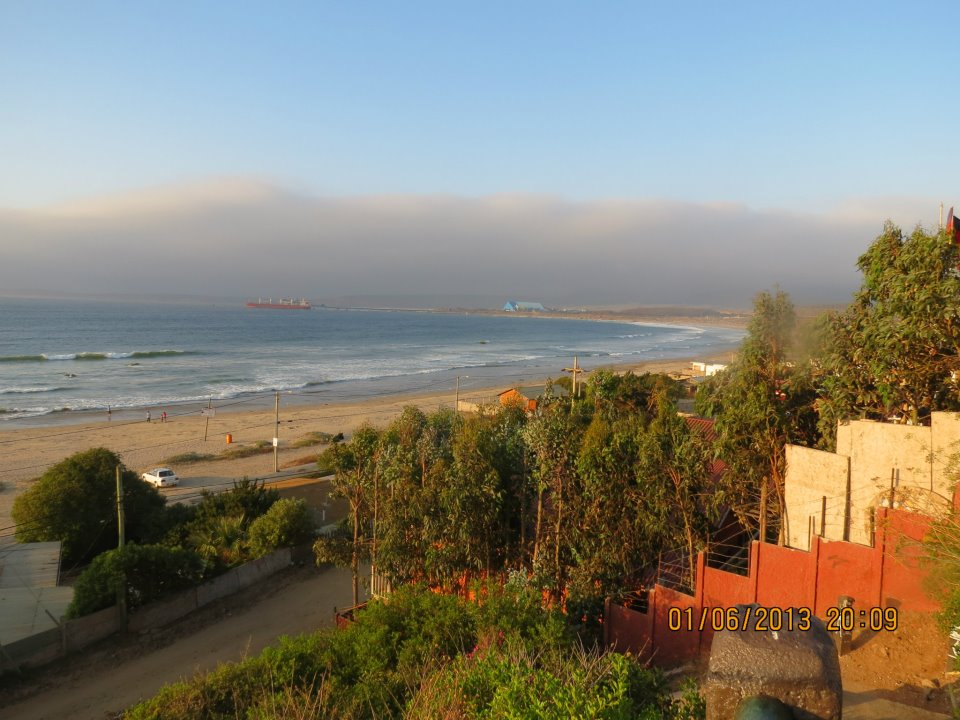
Vista hacia el norte de la Playa de Los Vilos.

Destacan las playas de Pichidangui, Chigualoco, Totoralillo y Los Vilos. También son de destacar los pueblos de Quilimarí y Caimanes, que contienen variados ejemplos de arquitectura de estilo colonial.
Entre los principales atractivos de Los Vilos figura el acuario municipal, que contiene diferentes especies de la zona, y junto a este una biblioteca pública. También presenta una costanera, que incluye la playa principal y diferentes lugares de atracción.
La principal caleta de Los Vilos, al final (desde norte a sur) de la playa principal, es la San Pedro,  con una gran variedad gastronómica y alimentos frescos y naturales. Una segunda, llamada Las Conchas, alberga el restaurante del mismo nombre, con gran diversidad de platos con frutos del mar.
Al avanzar por la costanera se encuentra un muelle junto con dos esculturas: una de un mamut lanudo (Mammuthus primigenius), que erróneamente aspira a representar a los huesos de mastodonte encontrados en la quebrada de Quereo (los otros mastodontes encontrados en Chile son el de la Laguna de Tagua Tagua y el de Monte Verde, más uno probable en la Isla Grande de Chiloé), así como una escultura abstracta del Premio Nacional de Artes Plásticas 2009 Federico Assler, que invita a descubrir su significado.
Isla de Huevos es un islote rocoso ubicado frente al puerto, lugar de anidación de varias especies de aves como gaviotas, cormoranes e incluso pingüinos. Actualmente la isla es visitada en verano por embarcaciones que salen de las caletas cercanas.
Punta de Chungo es un puerto de la minera Los Pelambres ubicado en bahía de Conchalí, Los Vilos, kilómetro 225 de la Panamericana Norte. Tiene habilitado un mirador, un paseo peatonal y un sector de pícnic aledaño a una laguna humedal costera, que está protegida con una cerca para dar espacio a las migraciones de aves protegidas. En su interior se encuentra el centro Andrónico Luksic Abaroa, primera exhibición permanente del cobre y del desarrollo sustentable para el siglo XXI. Posee también una cafetería y algunos espacios recreativos.
Pichidangui se ha convertido en el último decenio en una fuerte atracción turística con una playa en forma de herradura de más de 6 kilómetros de extensión y un apacible balneario encerrados en una rada, consta de un balneario residencial, campamento, dos hoteles, moteles, club de yates y una singular iglesia católica hecha completamente en piedra. La comuna de Los Vilos alberga también una de la playas más bellas de Chile, ubicada en la rada de Conchalí, playa de Ñague, donde hay propiedades de la familia Matte-Larraín. Es una playa corta con arenas blancas y de una impresionante belleza escénica.
Los Vilos también cuenta con una amplia gama de restaurantes costeros que ofrecen salmón, sierra (Thyrsites atun), reineta (Brama australis), merluza (Merluccius gayi), congrio (Genypterus chilensis, G. maculatus y G. blacodes) , machas (Mesodesma donacium), piure (Pyura chilensis), picorocos (Austromegabalanus psittacus), jaibas (Cancer edwardsii, lapas (Fisurella spp), y locos (Concholepas concholepas), cuando no están en veda.

## Lugares de interés

### Monumentos nacionales

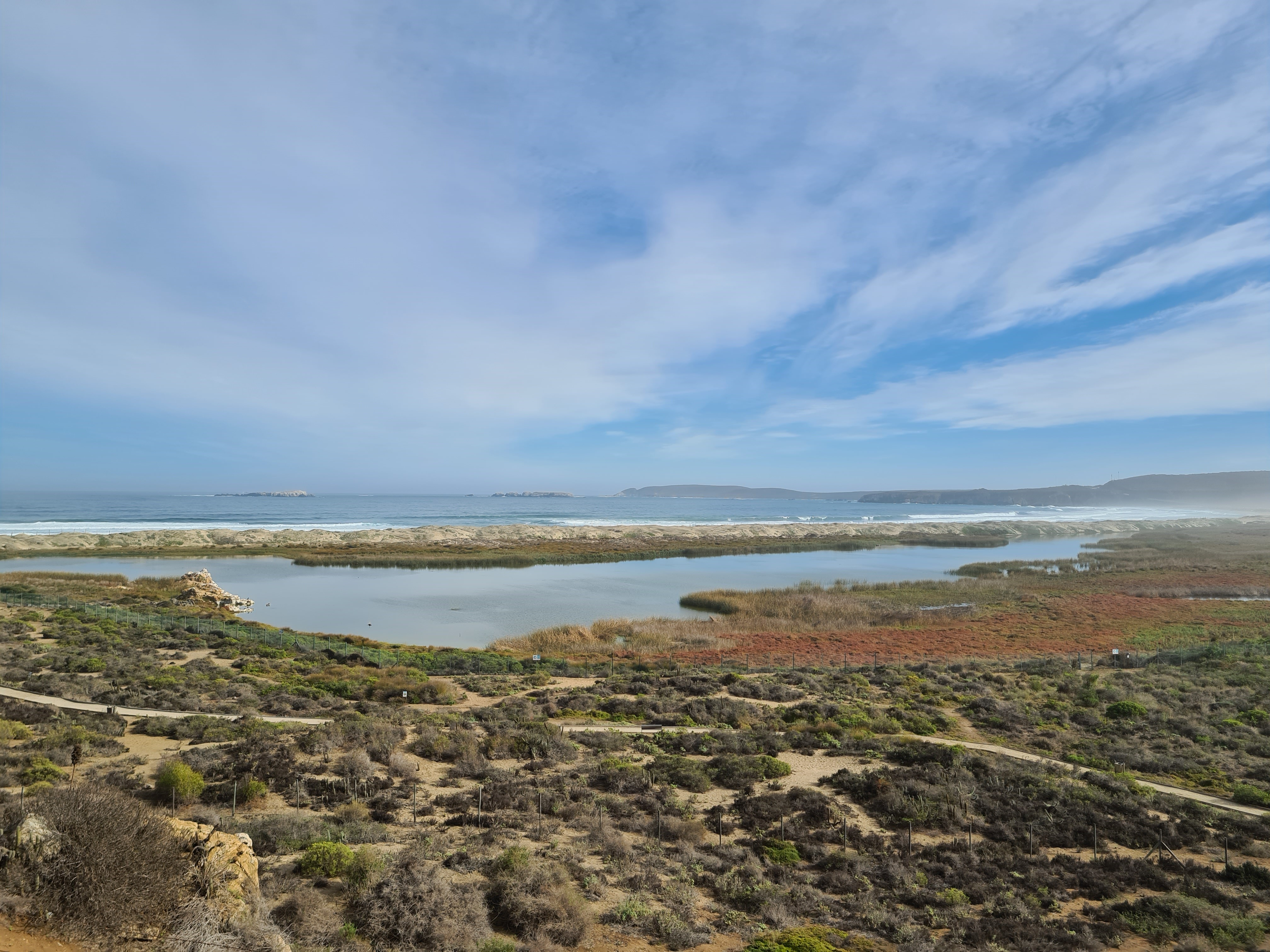
Laguna Conchalí, Los Vilos

En la comuna de Los Vilos hay varios monumentos nacionales. El primer lugar en obtener esta categoría fue la laguna Conchalí, ubicada en el sector de Punta Chungo; es muy importante para la nidificación, alimentación y refugio de numerosas especies de aves.
Los puentes alemanes de piedra Chico, La Laja y Quelón o La Recta, junto con los metálicos El Ojo (antiguo Don Gonzalo) y Tilama, así como los túneles Curvo, Las Astas, Las Palmas y Recto, ubicados en los sectores de Tilama y Quelón y que habían sido postulados en 2009, fueron declarados monumentos históricos en 2011. Se trata obras del pasado ferroviario del país construidas en 1910 y que hoy son parte de la ruta patrimonial Los Andes-Vicuña.

## Medios de comunicación
Portales de Noticias
Veetv.cl - Veetv.cl Comunidad y Periodismo para el Choapa

### Radioemisoras
FM
- 88.1 MHz - Conexión Radio
- 90.1 MHz - Mi Radio (La Serena)
- 91.3 MHz - Radio Diferencia
- 92.1 MHz - Digital FM
- 93.3 MHz - La Popular FM
- 94.3 MHz - Radio Armonía
- 94.9 MHz - FM Okey
- 95.5 MHz - Olimpo FM
- 96.1 MHz - Illapel FM
- 97.5 MHz - Radio Balneario
- 99.1 MHz - Radio Los Vilos FM
- 99.5 MHz  - Radio Buena Onda
- 99.9 MHz - Radio Ensenada
- 101.3 MHz - Radio Miralmar
- 101.7 MHz - Positiva FM
- 103.1 MHz -  Dulce FM
- 103.7 MHz - Radio Ultravisión
- 104.9 MHz - Radio Niebla
- 107.9 MHz - Nuevo Tiempo

### Televisión
TDT
- 6.1 - Chilevisión HD
- 6.2 - UChile TV
- 11.1 - Canal 13 HD
- 11.2 - T13 En Vivo
- 13.1 - TVN HD
- 13.2 - NTV

## Vileños famosos
- Santiago Bueras
- Federico Lohse Pintor
- Germán Garmendia Youtuber
- Ivano Fuenteso Actor
- Anyara Elgueta Política